# Gory Shchuseva
Die Gory Shchuseva (englische Transkription von russisch Горы Щусева Gory Schtschussewa) ist eine Gruppe von Nunatakkern im ostantarktischen Coatsland. Sie ragen in den Read Mountains der Shackleton Range auf.
Russische Wissenschaftler nahmen die Benennung vor. Der Namensgeber ist nicht überliefert.